# أش ديكسون
أش ديكسون (بالإنجليزية: Ash Dixon)‏ هو لاعب اتحاد الرغبي نيوزيلندي، ولد في 1 سبتمبر 1988 في كرايستشرش في نيوزيلندا.

## وصلات خارجية
- أش ديكسون عل موقع إسبنسكروم (الإنجليزية)
- أش ديكسون على موقع ItsRugby.co.uk (الإنجليزية)